# Felton (Pennsylvanie)
Pour les articles homonymes, voir Felton.
Felton est une ville de Pennsylvanie aux États-Unis, située dans le comté de York, à une vingtaine de kilomètres au sud-est de York.
La population était de 449 habitants en 2000.